# 松本弘明
松本 弘明（まつもと ひろあき、1927年3月28日 - 2014年9月30日）は、日本の物理学者。福井大学名誉教授。兵庫県出身。

## 略歴・人物
1927年（昭和2年）兵庫県神戸市生まれ。旧制松本第二中学（現長野県松本県ヶ丘高等学校）を経て、1950年（昭和27年）京都大学理学部卒業。
和歌山大学教授、福井大学工学部教授を務めた後、1990年（平成2年）定年退官。福井大学名誉教授。
専門は電子物性物理学。

## 著作論文
- 27a-E-7 CdBr_2結晶における緩和励起子の熱的再緩和
- 27a-A-1 cdI_2結晶におけるSTE状態からの誘導発光II
- 26a-X-19 CdI_2結晶におけるSTE状態からの誘導放出発光
- 3a-W-14 アルカリハライド結晶に於ける表面CN^-中心の発光
- 26a-X-8 アルカリハライド結晶の固有発光III
- 5a-W-1 アルカリハライド固有発光の寿命 II
- 2a-N-2 アルカリハライド固有発光の寿命
- 5a-A-12 極紫外光照射によるKCI結晶上のCN^-生成(II)
- 3p-B-1 強光励起下でのCdl_2結晶の発光
- 29p-G-2 斜方晶PbCl_2とPbBr_2の偏光反射スペクトル

ほか